# Cyrtopodium hatschbachii
Cyrtopodium hatschbachii é uma orquídea do gênero Cyrtopodium, de hábito paludicula, encontrada  no Brasil central, sudeste e sul, no Paraguai e nordeste da Argentina.

## Características
É uma espécie paludicula que pode ser encontrada em veredas e áreas hidromórficas numa altitude entre 700 e 900 metros, em pleno sol. Pseudobulbos de 30 centímetros de altura, fusiformes, com a parte inferior afunilada e sustentando folhas alternadas, lanceoladas, de 40 centímetros de comprimento e cor verde claro. Inflorescências eretas de até 1 metro de altura, portando de oito a dez flores alternadas e espaçadas. Flor com 4 centímetros de diâmetro,com seus segmentos de cor rosa-esbranquiçado.

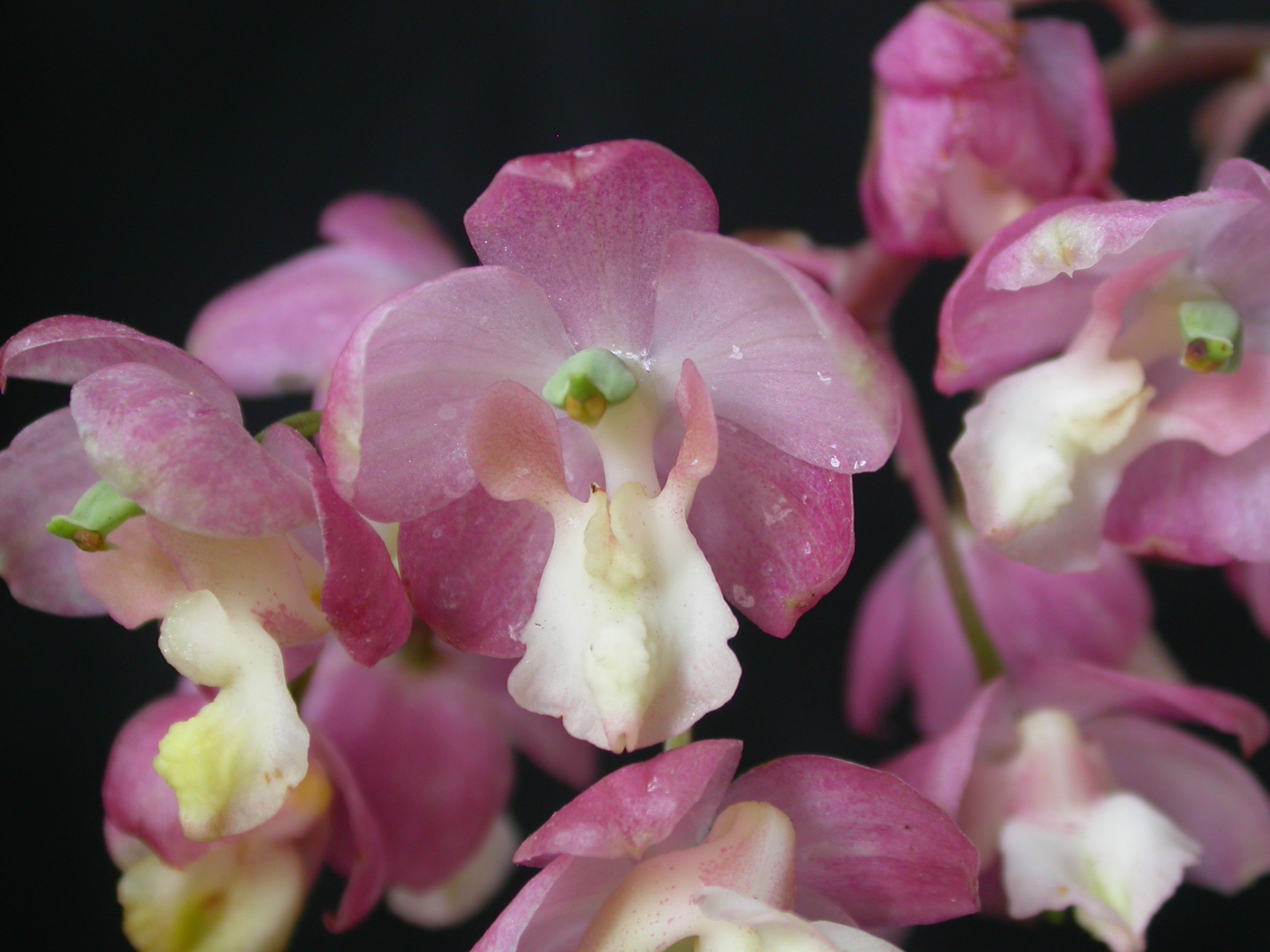
Cyrtopodium hatschbachii.

Cyrtopodium hatschbachii floresce entre julho e agosto, inverno brasileiro.